# 七転び八起き/臥薪嘗胆/魔法使いサリー
『七転び八起き/臥薪嘗胆/魔法使いサリー』（ななころびやおき / がしんしょうたん / まほうつかいサリー、英題：Ups and Downs/Extreme Hardships/Sally the Witch）は、2015年7月22日にアップフロントワークス（hachamaレーベル）から発売されたアンジュルムの2枚目のシングル。

## 概要
アンジュルム初のトリプルA面シングル。
初回生産限定盤A・B・C、通常盤A・B・Cの6形態での発売。初回生産限定盤はCD+DVD、通常盤はCDのみの商品構成。初回生産限定盤のみ、イベント抽選シリアルナンバーカードが封入されている。通常盤の初回仕様のみ、トレカサイズ生写真ソロ9種+集合1種よりランダムにて1枚封入（通常盤Aは「七転び八起き」Ver.、通常盤Bは「臥薪嘗胆」Ver.、通常盤Cは「魔法使いサリー」Ver.）。
「魔法使いサリー」は、スリー・グレイセスのカバー（原曲は同名アニメのオープニングテーマ）。テレビ朝日が主催する『愛踊祭（あいどるまつり）2015 国民的アニメソングカバーコンテスト』の課題曲となっている。

## 収録曲

### 全盤共通
1. 七転び八起き
  - 作詞：三浦徳子、作曲：星部ショウ、編曲：山田祐輔・平田祥一郎
2. 臥薪嘗胆
  - 作詞：gridoor、作曲：星部ショウ、編曲：板垣祐介、ブラスアレンジ：竹上良成
3. 魔法使いサリー
  - 作詞：山本清、作曲：小林亜星、編曲：中村佳紀
4. 七転び八起き（Instrumental）
5. 臥薪嘗胆（Instrumental）
6. 魔法使いサリー（Instrumental）

### 付属DVD
初回生産限定盤A付属DVD
1. 七転び八起き（Music Video）

初回生産限定盤B付属DVD
1. 臥薪嘗胆（Music Video）

初回生産限定盤C付属DVD
1. 魔法使いサリー（Music Video）

## 参加メンバー
- 1期：和田彩花、福田花音
- 2期：中西香菜、竹内朱莉、勝田里奈、田村芽実
- 3期：室田瑞希、相川茉穂、佐々木莉佳子

## クレジット
七転び八起き
- Programming：山田祐輔、平田祥一郎
- Guitar：朝井泰生
- Chorus & Voice：田村芽実、M!ho、山尾正人
- Mix Engineer：松井和美

臥薪嘗胆
- Programming & Guitar：板垣祐介
- Bass：笹本安嗣
- A.Sax,T.Sax & B.Sax：竹上良成
- Trumpet：小澤篤士
- Chorus：久保田薫
- Mix Engineer：松井和美

魔法使いサリー
- Programming：中村佳紀
- Trumpet：佐藤由奈
- Chorus：アンジュルム
- Mix Engineer：脇坂了